# The Great Ace Attorney: Adventures
The Great Ace Attorney: Adventures, conocido en Japón como Dai Gyakuten Saiban: Naruhodō Ryūnosuke no Bōken (大逆転裁判 ‐成歩堂龍ノ介の冒険‐?  El gran giro del juicio: Las aventuras de Ryunosuke Naruhodo) es un videojuego de aventura de la serie Ace Attorney desarrollado y distribuido por Capcom. Fue dirigido por Shu Takumi y producido por Shintaro Kojima. El juego fue publicado para Nintendo 3DS en Japón el 9 de julio de 2015, mientras que las versiones para Android e iOS fueron publicadas en agosto de 2017. Una secuela, The Great Ace Attorney 2: Resolve, fue publicada en 2017. Ambos juegos fueron lanzados mundialmente el 27 de julio de 2021 a través de The Great Ace Attorney Chronicles, una compilación para Nintendo Switch, PlayStation 4 y Microsoft Windows.

## Modo de juego
El juego continúa usando el mismo modo de juego que las entregas anteriores, incluyendo los ambientes y los modelos de los personajes tridimensionales previamente vistos en Phoenix Wright: Ace Attorney - Dual Destinies. Como en los títulos anteriores, el juego está dividido entre investigación, en la cual el jugador explora áreas con el fin de recolectar evidencia y testimonios, y batallas judiciales, en las cuales el jugador debe encontrar y señalar contradicciones en los testimonios de los testigos para encontrar la verdad tras un caso. Similar al juego anterior, Professor Layton vs. Phoenix Wright: Ace Attorney, el jugador a veces tendrá que interrogar a más de un testigo a la vez.
Los juicios en el juego cuentan con un jurado y no solamente con un juez como en algunos de los juegos anteriores; este también fue el caso en el cuarto caso de Apollo Justice: Ace Attorney, pero sin embargo en The Great Ace Attorney el jurado influye directamente en el caso judicial. Luego de que el caso sea presentado y luego de que los testigos hayan sido interrogados, el jurado decide un veredicto. Si la mayoría decide "culpable", entonces al acusado se le da el veredicto respectivo. Sin embargo, el jugador tiene la opción de presentar un summation examination (examen de síntesis) luego del veredicto, el cual tiene como objetivo que el jurado cambie de parecer. Sí el examen de síntesis es exitoso, el jurado retirará lo dicho y el juicio continúa. Sin embargo, sí el examen de síntesis falla, la decisión del jurado se mantiene y se levanta la sesión.
Una nueva característica del juego es la Dance of Deduction (Danza de la deducción), el cual se lleva a cabo durante las investigaciones junto a Herlock Sholmes. Durante estos segmentos del juego, Sholmes hace deducciones veloces sobre un testigo, y el jugador está encargado de señalar contradicciones en sus deducciones. Esto ocasionalmente requerirá que el jugador analice al testigo desde varias perspectivas y ángulos, similar a como algunas pruebas podían ser analizadas en las entregas anteriores, con el fin de encontrar pistas escondidas que ayudarían a Sholmes a llegar a la conclusión adecuada.

## Trama
El juego se lleva a cabo cerca del final del siglo XIX, conocido en Japón como el período Meiji y en Gran Bretaña como el reinado de Victoria del Reino Unido. The Great Ace Attorney se enfoca en la historia de Ryunosuke Naruhodo, un ancestro del protagonista principal de la serie, Phoenix Wright. Ryūnosuke busca convertirse en un abogado defensor de pleno derecho; acompañado de su asistente, Susato Mikotoba, Ryunosuke viaja a Inglaterra para continuar sus estudios, cuando se encuentra con el famoso detective Herlock Sholmes y comienza a trabajar a su lado para resolver casos misteriosos.

## Personajes
- Ryunosuke Naruhodo (成歩堂 龍ノ介 Naruhodō Ryūnosuke?) — Es el protagonista del juego. Es un abogado de defensa y un personaje que posee un fuerte sentido de la justicia, fe en sus clientes y lealtad a sus amigos. Esas tres características hacen que trascienda barreras culturales en un ambiente predispuesto en contra de los japoneses; sin embargo, siempre termina metiéndose en problemas y estando en peligro.[5]

- Susato Mikotoba (御琴羽寿沙都 Mikotoba Susato?) — Es una asistente jurídica que trabaja junto a Ryunosuke. Es descrita por CAPCOM como una yamato nadeshiko (una personificación de la imagen de una mujer ideal japonesa), una soñadora progresiva, y una amante de las novelas de misterio extranjeras. Tiene un gusto vasto por los dulces y un conocimiento impresionante sobre la ley inglesa.[6][7]

- Herlock Sholmes (シャーロック·ホームズ Shārokku Hōmuzu?) — Es el aclamado y famoso detective inglés conocido por su veloz razonamiento abductivo y que ayuda a Ryunosuke en su aventura. Sin embargo, en el juego, Sholmes es muy propenso a cometer errores en sus deducciones y debe ser corregido por Ryunosuke constantemente.[8]

- Iris Wilson (アイリス·ワトソン Airisu Watoson?) — Es la asistente de Herlock y la hija del doctor John H. Watson, quien ha fallecido en la historia del juego. Posee un doctorado a pesar de ser una niña de ocho años.[8]

- Kazuma Asogi (亜双義一真 Asōgi Kazuma?) — Un amigo de Ryunosuke el cual, como él, es un estudiante en la Universidad Imperial Yumei. Está estudiando para convertirse en un abogado de defensa, pero es descrito por CAPCOM de ya estar "más que calificado para ser uno". Como el sistema judicial moderno era nuevo en Japón para aquel entonces, el busca completar sus estudios en Gran Bretaña.[2]

## Música
La música del videojuego fue compuesta por Yasumasa Kitagawa y Hiromitsu Maeba. La banda sonora original fue publicada por CAPCOM en Japón el 15 de julio de 2015.